# Comtat d'Arenberg

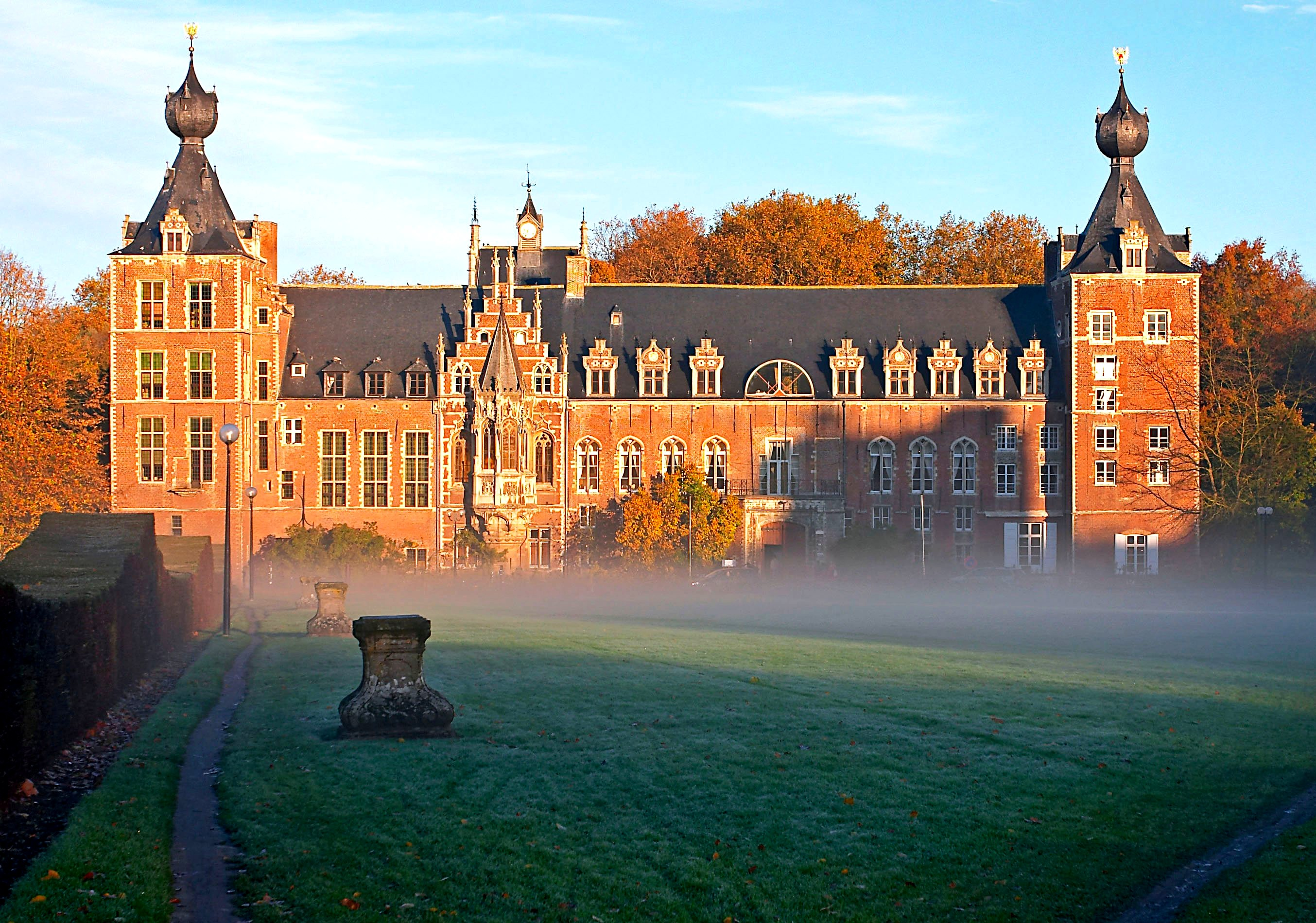
Castell d'Arenberg a Lovaina.

El comtat d'Arenberg, després ducat d'Arenberg (en francès Aremberg) fou una jurisdicció feudal del Sacre Imperi Romanogermànic.
Fou inicialment un burggraviat (una castellania depenent directament de l'emperador o dels grans senyors eclesiàstics); la línia de burggravis es va extingir el 1298 i va passar a la cassa dels comtes de la Mark; el comtat va passar per matrimoni el 1547 a la casa del comtes (després comtes-prínceps) de Ligne. El 1559 es va engrandir de manera notable per l'adquisició de la baronia de Sevenbergen. El comtat fou reconegut com a principat imperial el 1576 i el 1644 fou elevat a ducat en favor de Felip Francesc d'Arenberg que fou també duc d'Aarschot. Fins al 1801 fou un feu immediat de l'imperi però en aquest any fou mediatitzat. El 1815 fou cedit al rei de Hannover excepte una part que incloïa el mateix burg d'Arenberg que va passar a Prússia.

## Llista de senyors, comtes, comtes-prínceps i ducs d'Arenberg

### Primera casa de burggravis d'Arenberg[2]

Armes de la primera casa d'Arenberg

- Ulric (1032), burggravi de Colònia i senyor d'Arenberg
- Francó I (1061-1074), burggravi de Colònia i senyor d'Arenberg
- Arnald (1082-1135), burggravi de Colònia i senyor d'Arenberg
- Francó II (1106-1135), burggravi de Colònia i senyor d'Arenberg
- Enric I (1136–1159), burggravi de Colònia i senyor d'Arenberg
- Gerard (vers 1159-1166 o 1167) burggravi de Colònia i senyor d'Arenberg
- Enric II (1166/1167–1197), burggravi de Colònia i senyor d'Arenberg
- Eberard (vers 1197-?) burggravi de Colònia i senyor d'Arenberg
- Enric III (segle XIII), burggravi de Colònia i senyor d'Arenberg
- Joan, senyor d'Arenberg, el 1279 va vendre el burggraviat de Colònia
- Matilde (morta el 1348), senyora d'Arenberg, casada el 1299 amb el comte Engelbert II de la Mark

### Casa de la Mark[3]
- 1348-1387 : Eberard II de la Mark, senyor d'Arenberg
- 1387-1440 : Eberard III de la Mark, senyor d'Arenberg
- 1440-1480 : Joan I de la Mark, senyor d'Arenberg
- 1480-1496 : Eberard IV de la Mark, senyor d'Arenberg
- 1496-? : Joan de la Mark, senyor d'Arenberg
- ?-1531 : Eberard V de la Mark, senyor d'Arenberg
- 1531-1541 : Robert I de la Mark, senyor d'Arenberg
- 1541-1544 : Robert III de la Mark, senyor d'Arenberg
- 1544-1599 : Margarita de la Mark, comtessa després comtessa-princesa (1576) d'Arenberg

### Casa de Ligne[4]
- 1547-1568 : Joan de Ligne, comte d'Arenberg
- 1599-1616 : Carles d'Arenberg, comte-príncep d'Arenberg, casat amb Anna de Croÿ cinquena duquessa d'Aarschot
- 1616-1640 : Felip Carles d'Arenberg (1587-1640), sisè duc d'Aarschot i tercer comte-príncep d'Arenberg
- 1640-1674 : Felip Francesc d'Arenberg (1625–1674), setè duc d'Aarschot i primer duc d'Arenberg
- 1674-1681 : Carles Eugeni d'Arenberg (1633–1681), vuitè duc d'Aarschot i segon d'Arenberg
- 1681-1691 : Felip Carles d'Arenberg (1663 - 1691), nouè duc d'Aarschot i tercer d'Arenberg
- 1691-1754 : Leopold Felip d'Arenberg (1690-1754), desè duc d'Aarschot i quart d'Arenberg
- 1754-1778 : Carles Maria Ramon d'Arenberg (1721-1778), onzè duc d'Aarschot i cinquè d'Arenberg
- 1778-1820 : Lluís Engelbert d'Arenberg (1750-1820), dotzè duc d'Aarschot i sisè d'Arenberg
- 1820-1861 : Pròsper Lluís d'Arenberg (1785-1861), tretzè duc d'Aarschot i setè d'Arenberg
- 1861-1875 : Engelbert August d'Arenberg (1824-1875), catorzè duc d'Aarschot i vuitè d'Arenberg
- 1875-1949 : Engelbert Pròsper (1872-1949), quinze duc d'Aarschot i nouè d'Arenberg
- 1949-1974 : Engelbert Carles (1899-1974), setzè duc d'Aarschot i desè d'Arenberg
- 1974-1992 : Eric Carles (1901-1992), dissetè duc d'Aarschot i onzè d'Arenberg
- 1992- : Joan Engelbert (1921-), divuitè duc d'Aarschot i dotzè d'Arenberg